# 丸尾眞
丸尾 眞（まるお しん、1949年〈昭和24年〉 - ）は、日本の外交官。新字体で丸尾 真（まるお しん）とも表記される。
キルギス駐箚特命全権大使、特命全権大使（科学技術協力担当）などを歴任した。

## 経歴・人物

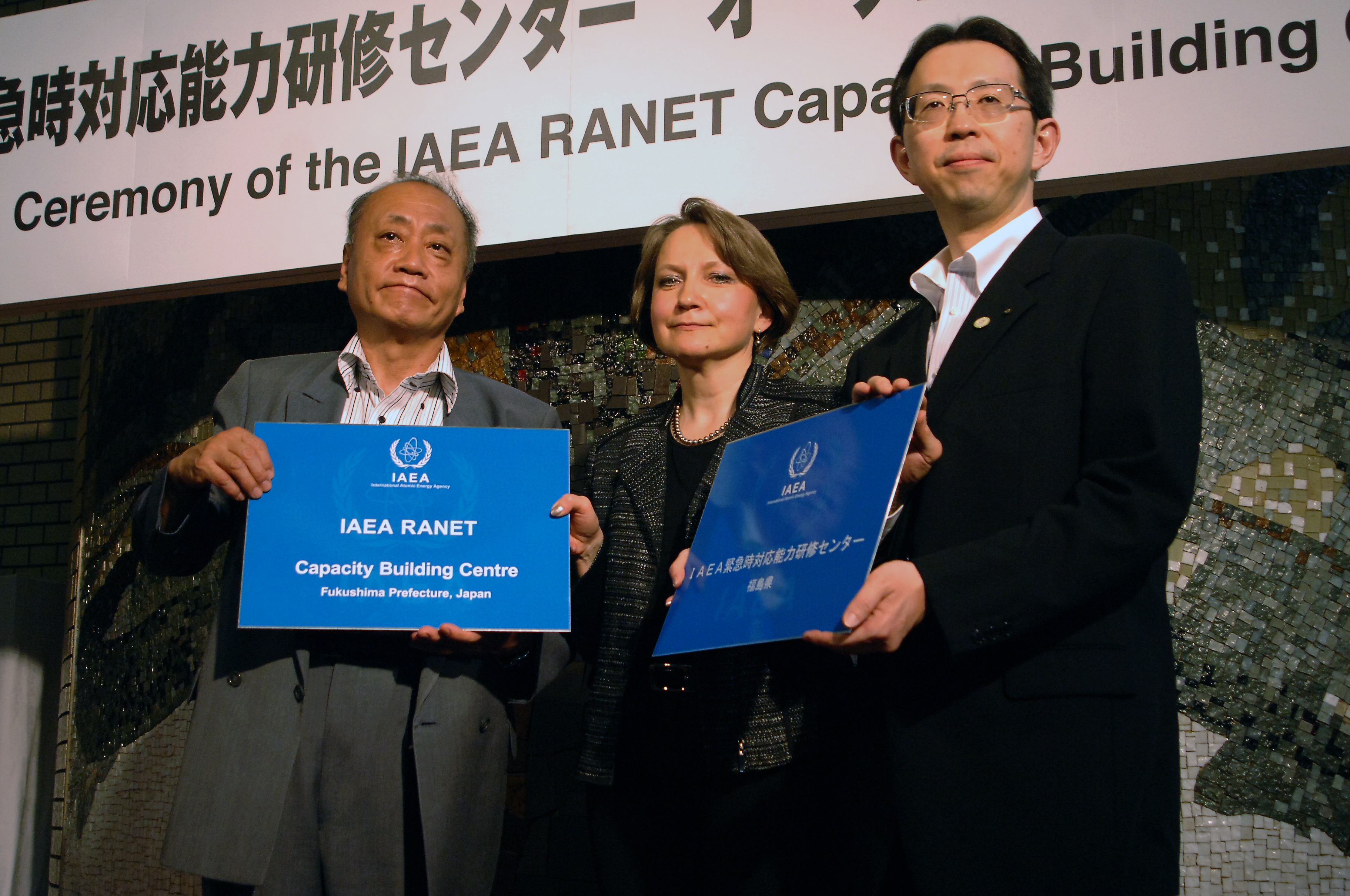
2013年5月27日、国際原子力機関緊急時対応能力研修センターにて国際原子力機関事故・緊急センターセンター長エレナ・ブグロバ（中央）、福島県副知事内堀雅雄（右）と

東京都出身。1968年都立秋川高校卒業（1期生）1974年（昭和49年）東京大学文学部在学中に外務公務員採用上級試験に合格する。1975年（昭和50年）東京大学文学部二類を中退して、外務省に入省する。
- 1992年（平成4年）2月 外務省経済局国際経済第二課長
- 1994年（平成6年）8月 世界平和研究所主任研究員

- 1996年（平成8年）8月 駐蘭参事官・公使
- 1999年（平成11年）8月 駐露公使
- 2003年（平成15年）3月 ウラジオストク総領事
- 2005年（平成17年）8月 内閣府事務官・経済社会総合研究所総括政策研究官
- 2007年（平成19年）7月 デュッセルドルフ総領事[1]
- 2010年（平成22年）1月 キルギス駐箚特命全権大使（キルギス専任としては初代の大使である。）
- 2012年（平成24年）1月 兼タジキスタン駐箚特命全権大使
- 2012年（平成24年）10月2日から科学技術協力担当大使[2]
- 2013年（平成25年）2月20日 科学技術協力担当大使兼安保理非常任理事国選挙及び安保理改革（中央アジア諸国）担当大使[3][4]
- 2013年9月27日 依願免職
- 2024年 瑞宝中綬章受章[5]。

## 同期

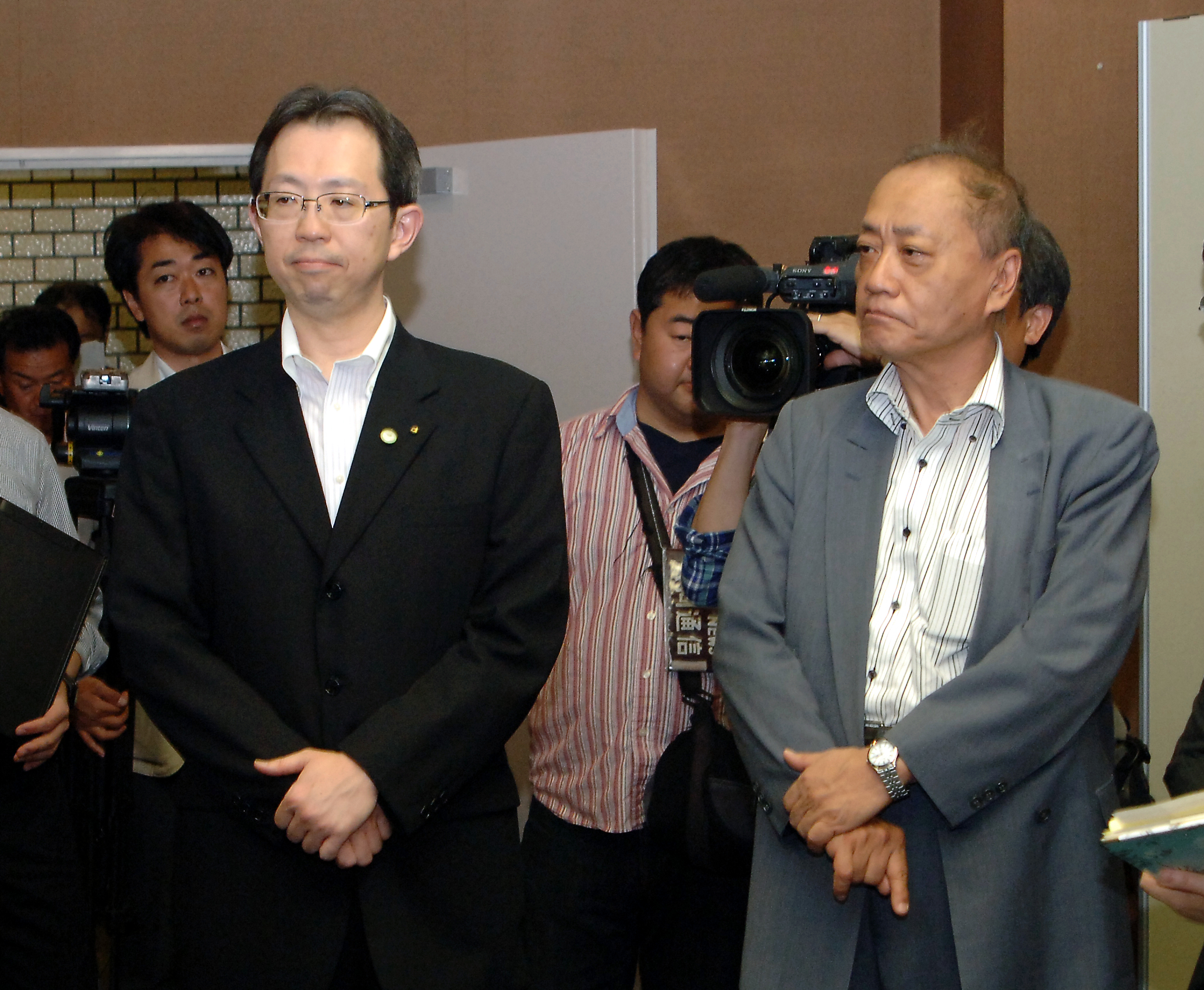
2013年5月27日、国際原子力機関緊急時対応能力研修センターにて福島県副知事内堀雅雄（左）と

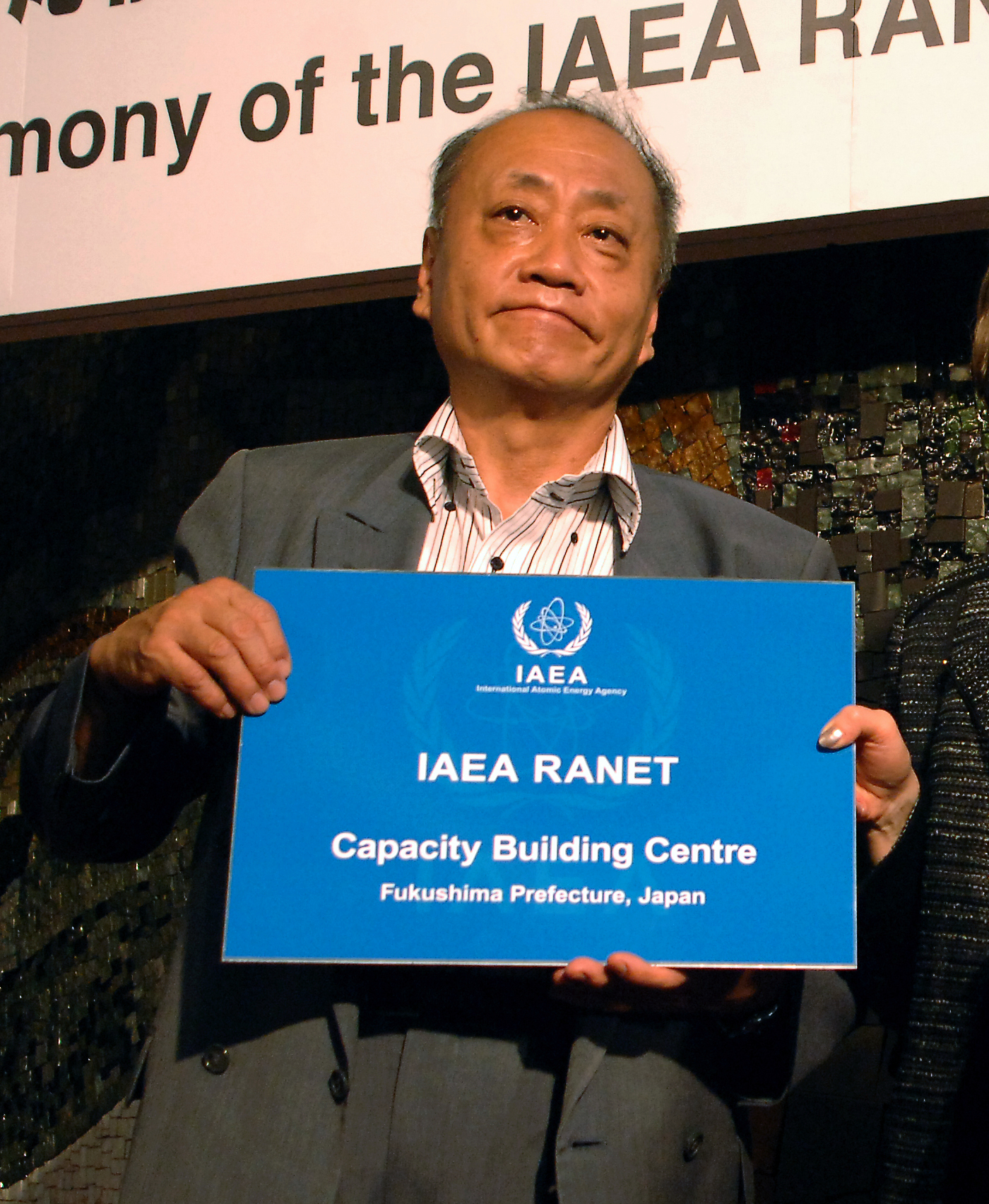
2013年5月27日、国際原子力機関緊急時対応能力研修センターにて

- 河相周夫（12年外務事務次官・10年内閣官房副長官補）
- 別所浩郎（12年駐韓大使・10年外務審議官）
- 奥田紀宏（13年駐カナダ大使・10年駐エジプト大使・08年国連次席大使）
- 谷崎泰明（13年外務省研修所長・10年駐ベトナム大使）
- 三輪昭（14年関西担当大使・10年駐ブラジル大使・08年駐ポルトガル大使）
- 鈴木庸一（13年駐フランス大使・10年駐シンガポール大使）
- 持田繁（10年国連事務総長副特別代表）
- 門司健次郎（13年ユネスコ代表部大使・10年駐カタール大使）
- 渥美千尋（11年駐アイルランド大使・08年駐パキスタン大使）
- 山口寿男（07年駐ノルウェー大使・06年駐イラク大使）
- 岸野博之（13年駐ラオス大使・10年駐エチオピア大使）
- 水城幾雄（10年駐パナマ大使）
- 江川明夫（13年駐スロバキア大使・10年駐ザンビア大使）
- 竹内春久（13年駐シンガポール大使・11年駐沖縄担当大使・08年駐イスラエル大使）
- 西林万寿夫（13年駐ギリシャ大使・10年兼北極担当大使・12年文化交流担当大使・09年駐キューバ大使）
- 篠塚保（12年国際テロ対策・組織犯罪対策協力担当兼サイバー政策担当大使・09年駐バングラデシュ大使）
- 森元誠二（13年駐スウェーデン大使・08年駐オマーン大使）
- 小林祐武（98年外務省経済局総務参事官室課長補佐）
- 椿秀洋（12年駐ボリビア大使）
- 庄司隆一（11年駐ナイジェリア大使）
- 清水武則（11年駐モンゴル大使）
- 隈丸優次（13年駐カンボジア大使）
- 蒲原正義（13年駐カザフスタン大使・12年査察担当大使・9年駐グルジア大使）
- 藤田順三（13年駐ウガンダ大使）
- 名井良三（13年駐アンゴラ大使）
- 福田米蔵（11年駐ジンバブエ大使）
- 大部一秋（13年駐ウルグアイ大使）